# 岩手県立花巻北高等学校
岩手県立花巻北高等学校（いわてけんりつはなまききたこうとうがっこう）は、岩手県花巻市に所在する男女共学の高等学校。通称「花北（はなきた）」「花高（はなこう）」。
古くは「北高（きたこう）」「花高（はなこう）」とも言ったが、他の○○北高等学校や花巻○○高等学校等との兼ね合いからいま現在では用いず、応援歌や応援形態にのみ「花高」の名残がある。
また、県内有数のバンカラ校であり、入団式、応援歌練習、野球応援などにおいて伝統的な応援形態が今も尚受け継がれている。

## 沿革

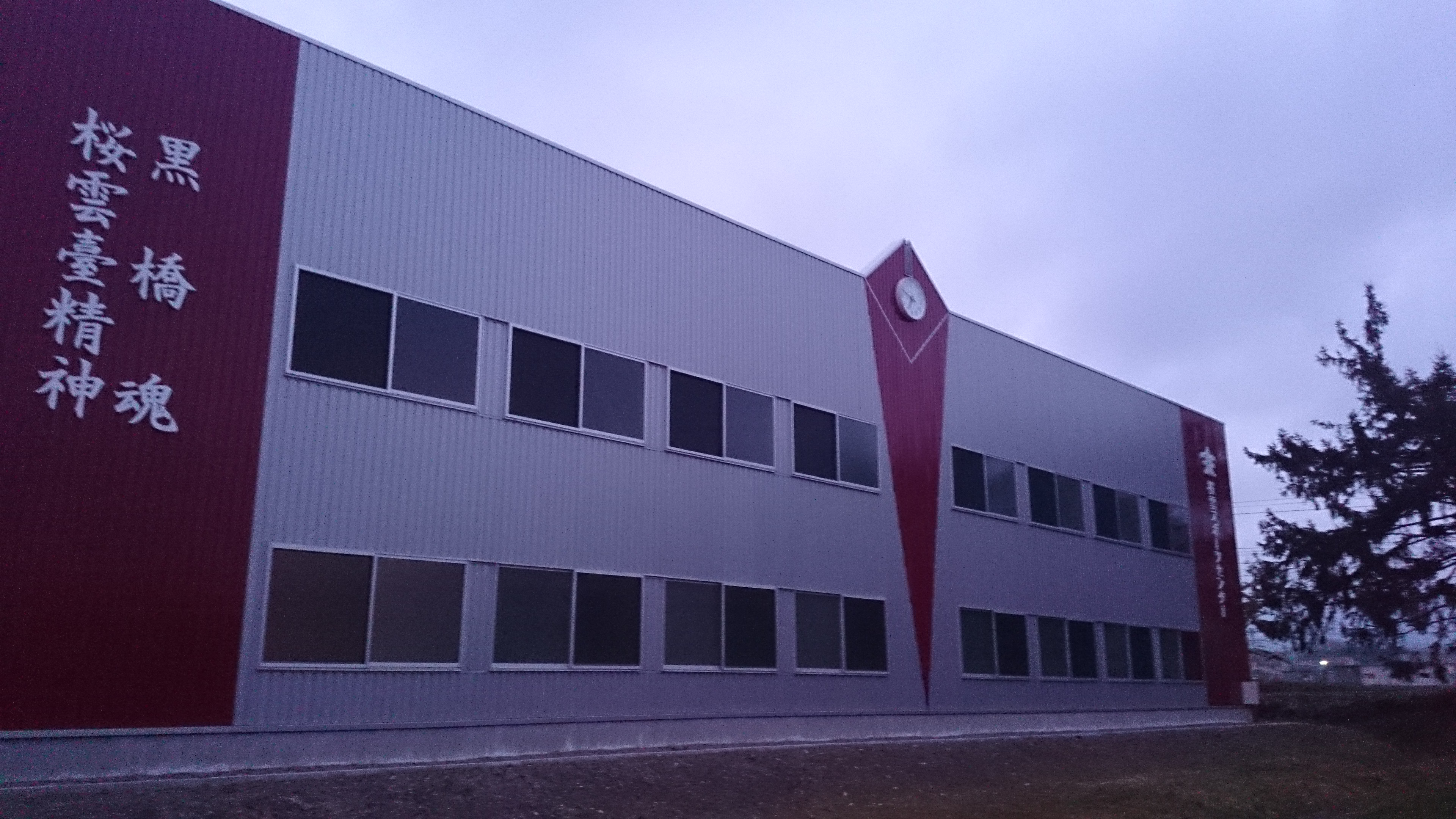
2012年3月竣工の多目的室内運動場

- 1931年 - 花巻町外17町村学校組合立花巻中学校として、認可設置。花巻町四日町の校舎（旧花巻小学校）にて開校式を挙行。初代校長佐藤昌（北海道大学初代総長佐藤昌介の甥）
- 1934年 - 花巻市下幅に校舎移転。
- 1938年 - 県に移管し、岩手県立花巻中学校と改称。
- 1941年 - 物象教室及び同実験室の落成式並びに創立10周年記念式を挙行。
- 1948年 - 学制改革により、岩手県立花巻第一高等学校と校名改称、定時制課程設置。
- 1949年 - 岩手県立花巻第二高等学校と統合し、岩手県立花巻高等学校と校名改称。
- 1949年 - 第1学年のみ男女共学実施。
- 1950年 - 全学年男女共学実施。
- 1952年 - 全校学級増加期成同盟結成され、4教室増築1学級増募。
- 1953年 - 学校分離により岩手県立花巻北高等学校と校名改称。商業科設置、定時制課程は岩手県立花巻南高等学校に移行。
- 1966年 - 石鳥谷分校（商業科）設置（同校商業科は募集停止）。
- 1974年 - 石鳥谷分校が岩手県立花北商業高等学校として分離独立。
- 1977年 - 新校舎移転（花巻市本館）。
- 1978年 - 桜雲会館竣工。
- 1992年 - 桜雲会館新たに竣工。
- 2008年 - 岩手県立東和高等学校を統合。
- 2012年3月 - 多目的室内運動場（桜雲スポーツセンター）竣工。

## 主な行事
- 4月 入学式、入団式、課題テスト
- 5月 応援歌練習、生徒総会、校内実力テスト
- 6月 高総体、定期考査、体育大会、芸術鑑賞
- 7月 生徒会役員選挙、三者面談、夏季休業
- 8月 校内実力テスト、桜雲祭
- 9月 定期考査、文化講演会
- 10月 生徒総会、新人戦、進学講演会
- 11月 定期考査
- 12月 修学旅行（2年）、三者面談、冬季休業
- 1月 校内実力テスト
- 2月 学年末考査 、応援歌練習
- 3月 退団式、卒業式

## アクセス
- JR東北本線釜石線花巻駅6番のりばより岩手県交通バス利用。
  - [北高1][成1]　花巻北高線、成田線に乗車し、「花巻北高前」（終点）下車。

## 校訓
同校には校是、校訓というものがない。それに代わるものが以下の言葉で、同校では以下を「黒橋魂」、「桜雲臺精神」と呼ぶ。
- 不撓不屈
- 至誠動天
- 崇高偉大心
- 意気軒昂
- 文武両道
- 奮闘精進
- 敢然奮起
- 独往邁進
- 青春錬磨

なお、創設に関わり、北海道大学の精神も引き継ぐ。

## 教育目標
高い理想を抱き、向上発展に努める「桜雲臺精神」に則り
- 協調と寛容、旺盛な向上心を養うこと
- 豊かな教養と高い識見を備えた心身ともに健全な人格形成に努めること
- 自己の能力適性に対する正しい識見と理解のもとに、進路目標の達成に努めること

## 学習
- 2013年度より60分6時間授業に改革。
- 3年生は部活動引退以降、順次、放課後・週末に課外授業が行われる。

## 部活動一覧
2021年度1月現在
文化部
吹奏楽、合唱、軽音楽、総合文化部(文芸、写真、科学、英語、囲碁将棋、茶道、放送、美術)
運動部
硬式野球、陸上競技、サッカー、ソフトテニス、バレーボール、バドミントン、バスケットボール、卓球、ハンドボール、柔道、剣道、弓道、水泳、テニス、アーチェリー

## 主な出身者
- 阿曽秀昭 - 財務官僚
- 阿部暁子 - 小説家
- 伊藤政則 - 音楽評論家
- 石川周平 - 陸上競技選手（110メートルハードル）
- 大瀧詠一 - シンガーソングライター・プロデューサー※1964年入学し1年間在籍
- 柏葉幸子 - 児童文学作家、薬剤師
- 神山浩樹 - IBC岩手放送アナウンサー・気象予報士・防災士
- 木戸口英司 - 立憲民主党参議院議員
- 後藤晨 - 水沢市（現・奥州市）長、旧制中卒
- 後藤健 - 東北放送報道部専任部長、元ニュースキャスター
- 佐藤龍文 - NHKアナウンサー
- 高橋圭三 - 日本初のフリーアナウンサー
- 高橋英輝 - 陸上競技選手（競歩）
- 高橋響 - ミュージシャン（Cody・Lee (李)）
- 田中順子（旧姓 桜田） - フリーアナウンサー、拓殖大学客員教授、HSUレクチャラー
- 南部広美 - フリーアナウンサー
- 長谷川拳杜 - IBC岩手放送アナウンサー
- 日食なつこ - シンガーソングライター
- 平賀徹夫 - カトリック仙台教区元名誉司教
- 藤井基男 - 卓球選手
- 松原稜典 - 元ミヤギテレビアナウンサー
- 村松治樹 - プロダーツプレイヤー
- 山折哲雄 - 仏教哲学者、評論家
- よこっちピーマン - お笑いタレント